# Яворская, Мария Николаевна
Мари́я Никола́евна Яво́рская (21 декабря 1984, Находка, СССР) — российский боксёр, неоднократный призёр чемпионатов мира и Европы. Заслуженный мастер спорта.

## Биография
В юности занималась рукопашным боем у тренера Виктора Данилюка, позже перешла в бокс и стала подопечной Олега Разитовича Нуриева.
В финале чемпионата мира 2002 года уступила венгерке Марии Ковач. На чемпионате 2005 года стала обладательницей бронзовой медали.
С 2003 по 2007 год на чемпионатах Европы выиграла одну золотую, две серебряные и две бронзовые медали.
Восьмикратная чемпионка России.
После завершения карьеры работала помощником главы Находки по работе с молодёжью, физической культуре и спорту.